# Solipueyo
Solipueyo es una localidad española dentro del municipio de La Fueva, en el Sobrarbe, provincia de Huesca, Aragón. Perteneció a Morillo de Monclús y entre 1960 y 1970 se integró en el municipio de La Fueva.

## Geografía
Se hala a 1 kilómetro de Buetas siguiendo la pista asfaltada que sube de Tierrantona hacia Rañín, en dirección hacia la sierra de Campanué, al este de la subcomarca.

## Historia
Solipueyo era una aldea de Rañín hasta que el municipio se incorporó a Murillo de Monclús a mitad del siglo XIX.

## Urbanismo
Su estructura no guarda semejanza con el estilo defensivo que cabría esperar de un núcleo que se conoce desde la Edad Media.

## Economía
La principal forma de vida de sus habitantes es la agricultura y la ganadería, junto con el turismo rural.

## Demografía
Es imprescindible especificar la fuente de los datos.
Para ello, usa el parámetro "fuente".
Para más información, consulta Plantilla:Evolución demográfica/doc.

## Monumentos
Su ermita es de construcción moderna y está dedicada a santa Bárbara.

## Fiestas
- Primer fin de semana de septiembre, Fiesta Mayor,[2] en honor a Santa María de la Asunción, que aunque es el día 15 de agosto se trasladó a septiembre. Esta fiesta mayor se hace conjuntamente con Rañín y con Humo de Rañín.
- 4 de diciembre, fiesta de invierno, en honor a santa Bárbara.[2]